# Lago Baringo
Il lago Baringo è, dopo il lago Turkana, il lago più settentrionale della Rift Valley in Kenya, ed uno dei due laghi d'acqua dolce di questa zona del Kenya; l'altro è il lago Naivasha.
Il lago ha diversi immissari: El Molo, Perkerra ed Ol Arabel, e non ha emissari evidenti; si pensa che le acque penetrino attraverso i sedimenti lacustri nelle fessure della roccia vulcanica.
È stato inserito tra i siti Ramsar il 10 gennaio 2002, infatti oltre 470 specie di uccelli sono state censite presenti tra le sue rive (almeno temporaneamente), tra cui i fenicotteri migratori.